# Diplotropis brasiliensis
Diplotropis brasiliensis är en ärtväxtart som först beskrevs av Louis René Tulasne, och fick sitt nu gällande namn av George Bentham. Diplotropis brasiliensis ingår i släktet Diplotropis och familjen ärtväxter. Inga underarter finns listade i Catalogue of Life.